# Рибно (Александровський повіт)
Рибно (пол. Rybno) — село в Польщі, у гміні Конецьк Александровського повіту Куявсько-Поморського воєводства.
У 1975-1998 роках село належало до Влоцлавського воєводства.